# Wythoffova konstrukcija
Wythoffova konstrukcija je način konstruiranja uniformnih poliedrov ali ravninskega tlakovanja. Pogosto se omenja kot Wythoffova kalejdoskopska konstrukcija. 
Imenuje se po nizozemskem matematiku in teoretiku števil Willemu Abrahamu Wythoffu (1865–1939).

## Postopek konstrukcije
Postopek konstrukcije je osnovan na zamisli tlakovanja sfere s sfernimi trikotniki. V tem primeru zrcala vključujejo sferne trikotnike na površini vsake sfere v tej točki in ponavljajoči se odboji naredijo večkratne slike trikotnika. Če se kote sfernega trikotnika izbere približno, bodo trikotniki tlakovali sfero enkrat ali celo večkrat. 
Če se postavi oglišče v primerno točko znotraj sfernega trikotnika, ki vključuje tudi zrcalo, se lahko zagotovi, da odboji te točke tvorijo polieder. V sfernem trikotniku ABC so štiri možnosti za tvorjenje uniformnega poliedra:
1. oglišče se postavi v točko A. To tvori polieder z Wythoffovim simbolom a|b c, kjer je a enak π deljenim z velikostjo kota v A. Podobno velja za b in c.
2. oglišče se postavi v točko na premici AB tako, da ta deli kot v C. To tvori polieder s Wythoffovim simbolom a b|c.
3. oglišče se postavi tako, da je v središču včrtane krožnice trikotnika ABC. To tvori polieder z Wythoffovim simbolom a b c|
4. oglišče je v točki, tako da se pri vrtenju okrog kateregakoli oglišča za dvojni kot v tem oglišču, povzroči premik za isto razdaljo za vsak kot. Uporabljena so samo parna števila odbojev izvornega oglišča. Polieder ima Wythoffov simbol |a b c.

| Šeststrana prizma se lahko skonstruira s pomočjo družin (6 2 2) in (3 2 2). | Prisekano kvadratno tlakovanje se konstruira z dvema različnima legama v družini (4 4 2). |

## Newithoffove konstrukcije
Uniformni politopi, ki se jih ne da konstruirati z Wythoffovo zrcalno konstrukcijo, se imenujejo newithoffovi. V splošnem se jih dobi iz Wythoffovih oblik s pomočjo alternacije,  ali z vrinjanjem izmeničnih delnih oblik.  Obe od teh oblik vsebujeta rotacijsko simetrijo.   
| Šeststrana antiprizma se lahko konstruira izmenično z dodekagonalnimi prizmami. | Podaljšano trikotno tlakovanje se konstruira s plastjo kvadratnega in trikotnega tlakovanja. | Veliki dirombiikozidodekaeder je edini newhithoffov uniformni polieder. |